# Constantin Șișcanu
Constantin Șișcanu (sau Șișcan, în rusă Константин Борисович Шишкан; n. 11 decembrie 1933, Chișinău, România – d. 30 aprilie 2018, Chișinău, Republica Moldova) a fost un poet, scenarist și scriitor sovietic moldovean, autor de opere pentru copii și critic literar. Între 1976 și 1988, a fost redactor-șef al revistei „Codrii” și secretar al consiliului Uniunii Scriitorilor din RSS Moldovenească. A scris în principal în română și rusă.

## Biografie
S-a născut în 1933 la Chișinău, într-o familie de funcționari evrei. În timpul celui de-al Doilea Război Mondial, la vârsta de 10 ani, a trecut prin lagărele de concentrare din Transnistria: în Golta, lângă Pervomaisk, în Bogdanovca, lângă Nicolaev, ambele în Ucraina, și într-un lagăr din Tiraspol.
În 1953 a absolvit școala medie din Chișinău, iar în 1958 a absolvit Facultatea de Istorie și Filologie a Universității de Stat din Chișinău. Între 1959 și 1963 a lucrat ca redactor principal și șef al redacției de literatură și artă la Editura de Stat a Moldovei. Din 1965 până în 1976 a fost consultant literar la Uniunea Scriitorilor din RSS Moldovenească. În perioada 1976–1988 a ocupat funcția de redactor-șef al revistei „Codrii” și a fost secretar al consiliului Uniunii Scriitorilor din RSS Moldovenească. Ulterior, a lucrat ca cercetător științific principal în departamentul de rusistică al Academiei de Științe a Moldovei, fiind și conferențiar universitar, deținând titlul de candidat în științe ale artelor.
A fost membru al Uniunii Scriitorilor din Moldova, dar și din Rusia, precum și al Uniunii Jurnaliștilor din Moldova.
A decedat la 30 aprilie 2018, la Chișinău.

## Premii și recunoaștere
A fost decorat cu Ordinul „Insigna de Onoare” și diverse medalii. A fost laureat al Premiului Pușkin, oferit de Ambasada Federației Ruse în Moldova și de Congresul Comunităților Ruse din Moldova. Membru de onoare al Consiliului Asociației Scriitorilor Ruși din Republica Moldova. A primit titlul de Lucrător Emerit al Culturii din Moldova. A fost membru al Uniunii Scriitorilor din URSS și a participat la cel de-al 8-lea congres al Uniunii Scriitorilor din URSS în 1986.

## Activitate literară
A debutat în 1952 cu prima sa poezie publicată în ziarul Tânărul leninist. Este autorul a aproximativ treizeci de cărți de poezii, povestiri, eseuri, nuvele și romane, cu un tiraj total de un milion de exemplare. Cărțile sale au fost publicate atât la editurile moldovenești „Cartea Moldovenească”, „Școala Sovietică”, „Lumina”, cât și la editurile unionale din Moscova „Malîș”, „Literatura pentru copii”, „Scriitorul Sovietic”. Unele dintre povestirile, articolele și poeziile sale au fost traduse în engleză, franceză, germană, italiană, spaniolă, poloneză, cehă, bulgară, idiș, tătară, ucraineană și alte limbi. Cinci dintre cărțile sale au fost publicate în limba moldovenească/română. A tradus, de asemenea, opere ale poeților moldoveni contemporani.

## Lucrări
A scris articole critice, lucrări de critică literară și manuale, printre care:
- „La răscrucea timpurilor: romanul rus din Moldova în anii '80-'90 ai secolului XX” (2001)
- „Literatura rusă a Moldovei în chipuri și personalități (secolele XIX – începutul secolului XXI): dicționar biobibliografic” (2003)
- „Interacțiunile moldo-ruse în artă în chipuri și personalități: dicționar biobibliografic” (în două volume, 2009)